# Башмачок жёлтый
Башмачо́к жёлтый (лат. Cypripedium flavum) — вид травянистых растений секции Obtusipetala, рода Cypripedium, семейства Орхидные.
Китайское название: 黄花杓兰 (huang hua shao lan).
Относится к числу охраняемых видов (II приложение CITES).
Антропогенное разрушение естественных местообитаний, неконтролируемый сбор и туризм приводят к неуклонному сокращению численности Cypripedium flavum.

## Распространение и экология
Китай (юг Ганьсу, запад Хубэй, Сычуань, юго-восток Тибета, северо-запад Юньнань).
Встречается на высотах 1800—3500 метров над уровнем моря.
Леса, опушки, кустарниковые заросли, каменистые места на лугах.
Часто встречается большими группами на открытых местах по берегам горных рек, по опушкам хвойных и смешанных лесов, в негустых кустарниках. pH почвы 6,1—6,8, согласно другому источнику предпочитает субстраты с рН выше 7,0, около 8. Часто произрастает среди рододендронов и рядом с другими видами башмачков: Cypripedium tibeticum, Cypripedium bardolphianum, Cypripedium plectrochilum, Cypripedium sichuanense, Cypripedium calcicola, Cypripedium palangshanense, Cypripedium guttatum и Cypripedium shanxiense. Почвы рыхлые, богатые листовым перегноем и хорошо увлажнённые, но без застоя воды.

## Ботаническое описание

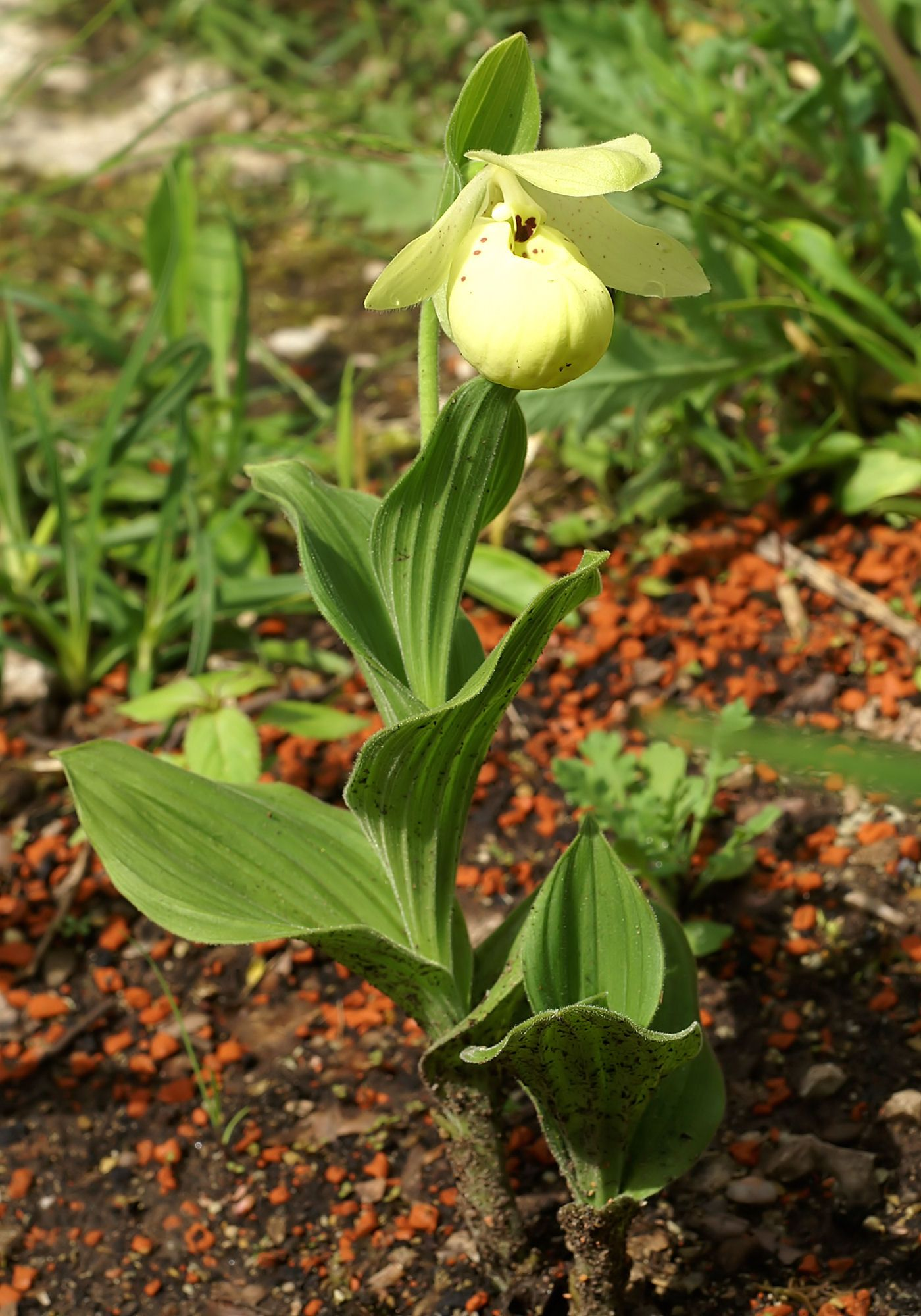

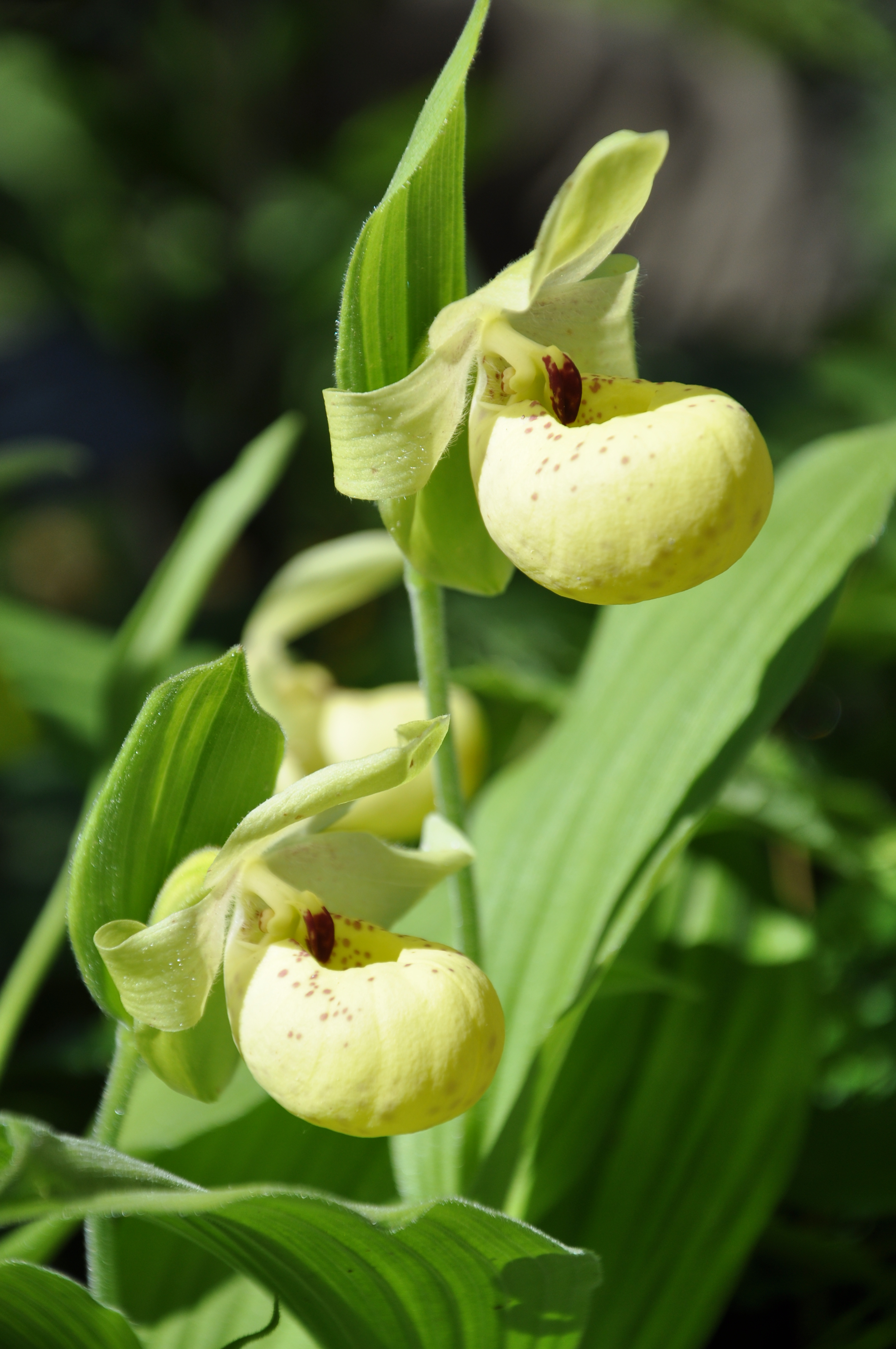

Травянистые многолетники высотой 30—50 см, напоминает американский вид Cypripedium reginae.
Корневище как правило короткое.
Стебель прямостоячий, густо опушенный (особенно вблизи верхних узлов), с несколькими оболочками у основания.
Листья хорошо разделены, эллиптические и эллиптически-ланцетные, 10—16 × 4—8 см, обе поверхности опушённые, вершины заострённые. Количество листьев 3—6.
Соцветия терминальные, 1-, реже 2-цветковые.
Цветки жёлтые, иногда окрашенные красным, иногда с тёмно-бордовыми пятнами на губе. Окраска цветков растений из разных мест варьирует от бледно-жёлтой до более насыщенной светло-лимонной. Часто встречаются популяции с заметным красным оттенком у всего цветка или у отдельных его частей. Кроме того, на губе могут быть бордовые крапинки, а стаминодий бывает жёлтым или бордовым.
Прицветники листовидные, эллиптические, ланцетные, 4—8 × 1,8—2,3 см, опушённые. Лепестки продолговатые до продолговато-ланцетных, слегка наклонные, 2.5—3.5 × 1—1,5 см, опушённые. Губа 3—4,5 см. Стаминодий 6—7 × около 5 мм.
Плод содержит 6000—17000 семян.
Цветение в июне.
Кариотип: 2n = 20.
Наиболее эффективными опылителями башмачка жёлтого являются шмели. В провинции Сычуань среди опылителей отмечены самки шмелей Bombus hypnorum, Bombus remotus и синяя падальная муха Calliphora vomitoria.

## В культуре
Является более сложным в культуре видом, чем его близкий родственник Cyp. reginae. В Солнечногорском районе Московской области регулярно цветёт и плодоносит. Почва – бедный органикой (гумус по Тюрину 4,65%, подвижный азот 1,47 мг на 100 г) тяжёлый суглинок, разрыхлённый добавкой крупного песка и некислого торфа и известкованный (pH солевой вытяжки 6,7). 1/3 дня место посадки находится в неплотной тени.
Зоны морозостойкости: 5—6. По данным доктора Пернер Х. занимающегося изучением китайских башмачков, Cypripedium flavum не переносит условий при которых средняя температура продолжительное время выше 26 °С. Оптимальная температура для фотосинтеза башмачка жёлтого 18—20 °С. Скорость фотосинтеза влияет на плодовитость и выживаемость. Не переносит продолжительных средних температур выше 26 °C.
Местоположение: светлая полутень, прямой солнечный свет должен освещать растения несколько часов в день.
Почвенная смесь рыхлая, хорошо аэрируемая и дренированная и довольно бедная органическими веществами. Желательно добавление доломитовой муки или молотого ракушечника с pH = 7—7,5. Почвенная смесь должна состоять по большей части из неорганических ингредиентов, таких, как пемза, песок, перлит, гранулированная обожжённая глина, и тому подобное. Вероятно Cyp. flavum можно выращивать в таком же субстрате, как и Cypripedium tibeticum, так как а природе они произрастают вместе.
Пересадку и деление разросшихся куртин рекомендуется осуществлять в конце августа — начале сентября.

## Грексы созданные с участием Башмачка жёлтого
По данным The International Orchid Register, на январь 2012 года.
- Hanne Rosdahl S.Malmgren, 2008 (= Cypripedium flavum × Cypripedium fasciolatum)
- Sunshine O.Vossler, 2008 (= Cypripedium flavum × Cypripedium pubescens)
- Ulla Silkens J.Petersen, 1996 (= Cypripedium flavum × Cypripedium reginae)
- Amelie W.Frosch, 2010 (= Cypripedium passerinum × Cypripedium flavum)
- GPH Anna Marie R.Burch, 2009 (= Cypripedium henryi × Cypripedium flavum)
- Late Delight O.Vossler, 2009 (= Cypripedium kentuckiense × Cypripedium flavum)
- Vicky's Delight P.Corkhill, 2006 (= Cypripedium Ulla Silkens × Cypripedium flavum)